# پری‌الیکایی سینه‌آبی
پری‌الیکایی سینه‌آبی (نام علمی: Malurus pulcherrimus) نام یک گونه از سرده پری‌الیکایی است.